# Orgerius spicata
Orgerius spicata är en insektsart som beskrevs av Doering och Darby 1943. Orgerius spicata ingår i släktet Orgerius och familjen Dictyopharidae. Inga underarter finns listade i Catalogue of Life.